# Yékoua
Yékoua est une localité et une commune rurale du Niger, département de Magaria, région de Zinder.

## Géographie
La localité de Yékoua est située à 28 km à l'ouest du chef-lieu départemental Magaria. 
|              | Kouaya  |         |
| Sassoumbroum | Yékoua  | Magaria |
|              | Nigeria |         |

## Histoire
La commune rurale de Yékoua est instaurée en 2002. 

## Population
Lors du recensement général de 2012, la population communale est relevée à 57 611 habitants, dont 9 493 habitants pour la localité principale.

## Localités
La commune s'étend sur 27 villages et 33 hameaux au sud du département de Magaria.

## Services et infrastructures
- Centre de Santé Intégré (CSI) à Yékoua, Karam[5].
- Collège d'enseignement général (CEG) à Yékoua.
- Centre de formation des métiers (CFM) à Yékoua.